# Surplus (album)
Surplus è il quarto album solista del rapper italiano Ape, uscito nel 2009, in freedownload. L'album, pubblicato per Rinascenza, segna la fine della collaborazione con Vibrarecords.

## Tracce
1. Lo stato dei fatti
2. Runaway
3. Fuori orario
4. Barklay
5. Buoni motivi
6. La resa dei conti
7. Una così
8. Odio
9. Libri
10. L'ultima mano

Tracce bonus nell'edizione extended di Spotify
1. Mostly
2. Peaceful
3. Sickness
4. Stato Mentale